# Cá nóc gai đầu
Cá nóc gai đầu, tên khoa học là Tylerius spinosissimus, là loài cá biển duy nhất thuộc chi Tylerius trong họ Cá nóc. Loài này được mô tả lần đầu tiên vào năm 1908. 

## Từ nguyên
Từ Tylerius được đặt theo tên của nhà ngư học James C. Tyler vì những đóng góp quan trọng của ông trong việc phân loại cá nóc (hậu tố ius trong tiếng Latinh nghĩa là "thuộc về").
Tính từ định danh spinosissimus trong tiếng Latinh có nghĩa là "đầy gai" (hậu tố issimus dùng để so sánh nhất), hàm ý đề cập đến đầu và thân (nhưng không có vây đuôi) của loài cá này được phủ đầy các gai cứng.

## Phạm vi phân bố và môi trường sống
Từ Nam Phi, cá nóc gai đầu được phân bố rộng khắp khu vực Ấn Độ Dương - Thái Bình Dương, trải dài về phía đông đến Biển Đông, ngược lên phía bắc đến đảo Đài Loan và quần đảo Ryukyu (Nhật Bản), giới hạn phía nam đến Úc và Nouvelle-Calédonie.
Một vài cá thể cá nóc gai đầu cũng đã được thu thập tại Biển Đỏ. Nhiều khả năng thông qua kênh đào Suez mà loài này đã tiến sâu vào Địa Trung Hải, khi sự xuất hiện của chúng được ghi nhận tại đảo Rhodes (thuộc biển Aegea), ngoài khơi vịnh Alexandretta (Thổ Nhĩ Kỳ), Israel và Liban.
Cá nóc gai đầu sống trên nền đáy bùn hoặc cát, có thể được thu thập ở độ sâu khoảng từ 250 đến 435 m.

## Mô tả
Chiều dài cơ thể lớn nhất được ghi nhận ở cá nóc gai đầu là 12 cm. Thân có màu xám; một đốm đen ở phía trên ngay sau mắt và một đốm tương tự ở gốc vây lưng. Rìa sau vây đuôi màu đen. Bụng lốm đốm các chấm đen.  
Số tia vây ở vây lưng: 8–9; Số tia vây ở vây hậu môn: 6–7; Số tia vây ở vây ngực: 14–15.

## Sinh thái học
Ở Việt Nam, cá nóc gai đầu là một trong số những loài cá nóc có độc tính mạnh.